# Представљање матрица (рачунарство)
Представљање матрица је метод који се користи у програмским језицима како би се у меморији рачунара складиштиле матрице димензија већих од један. Фортран и C користе различите схеме. Фортран користи "Поредак по колонама", по коме се сви елементи дате колоне складиште у меморију узастопно. C користи "Поредак по врстама", по коме се сви елементи дате врсте складиште у меморију узастопно. LAPACK дефинише разне типове представљања матрица у меморији рачунара. Такође, постоје и Ретко-матрично представљање и Мортонов-ред тип представљања матрица. У LAPACK пакету, по документацији, тип представљања унитарних матрица је оптимизован. Неки програмски језици као на пример Јава, чувају матрице коришћењем Iliffe вектора. Они су веома корисни за чување неправилних матрица. Матрице су веома важне у линеарној алгебри.

## Основне математичке операције
Матрица типа, односно реда, m x n (чита ce m пута n) је скуп бројева уређених у m врста и n колона. Матрице истог реда је могуће сабирати, сабирањем одговарајућих елемената. Две матрице се могу множити, уз услов да је број колона прве матрице једнак броју врста друге матрице. Значи, уколико се матрица реда m x n помножи са матрицом реда n x r, резултантна матрица ће бити реда m x r.
Операције над врстама и колонама матрице се могу обављати, чијим коришћењем можемо добити инверз матрице. Инверз се такође може добити коришћењем адјуговане матрице.

## Основе 2D низова
Математичка дефиниција матрица има примене у рачунарству и базама података. Основни концепт потребан за њихову примену су низови. Дводимензиони низови се могу врло ефикасно користити за матрице.
Дводимензиони низ се може замислити као табела сачињена од врста и колона.
- int a[3][4], декларише целобројни низ од 3 врсте и 4 колоне. Индекси за врсте ће се мењати од 0 до 2.
- Слично, индекси за колоне ће се мењати од 0 до 3.[3]

|         | Колона 0 | Колона 1 | Колона 2 | Колона 3 |
| врста 0 | a[0][0]  | a[0][1]  | a[0][2]  | a[0][3]  |
| врста 1 | a[1][0]  | a[1][1]  | a[1][2]  | a[1][3]  |
| врста 2 | a[2][0]  | a[2][1]  | a[2][2]  | a[2][3]  |

Табела која показује уређење елемената матрице у дводимензионом низу.
Иницијализација дводимензионих низова:
Дводимензиони низови се могу иницијализовати задавањем листе почетних вредности елемената.
int a[2][3] = {1,2,3,4,5,6,} или int a[2][3] = {{2,3,4}},{{4,4,5}};
Рачунање адресе :
Матрица реда m x n (a[1...m][1...n]) где се индекси врста мењају од 1 до m а индекси колона од 1 до n,aij представља елеменат матрице у iтој врсти и jтој колони. У меморији рачунара, елементи матрице се смештају у меморијским локацијама са узастопним адресама. У меморији рачунара, матрице се смештају према поретку по врстама или поретку по колонама.